# Rezerwat przyrody Karczmisko
Rezerwat przyrody „Karczmisko” – leśny rezerwat przyrody położony na terenie gminy Czarna Białostocka w województwie podlaskim. Leży w granicach Parku Krajobrazowego Puszczy Knyszyńskiej.
- Powierzchnia według aktu powołującego: 16,57 ha (obecnie 20,45 ha[2])
- Rok powstania: 1971
- Rodzaj rezerwatu: leśny[1]
- Przedmiot ochrony: zbiorowiska leśne typu boru mieszanego sosnowo-świerkowego charakterystyczne dla Puszczy Knyszyńskiej.